# Grayson Perry

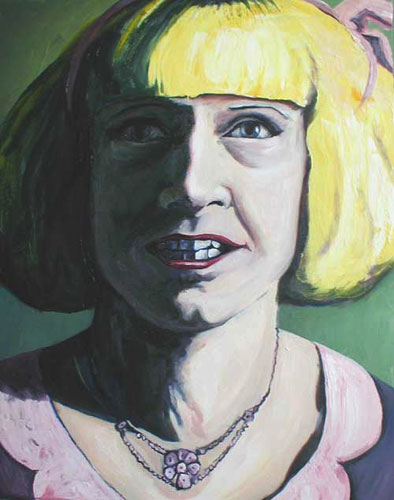
Grayson Perry porträtterad som Claire av Ella Guru år 2007.

Grayson Perry, född 25 mars 1960 i Chelmsford i England, är en engelsk konstnär. Han är främst känd för keramik, bildkonst, skulptur, gobelänger och även för sitt sätt att klä sig, där bland annat crossdressing har varit del av hans konstnärskap.

## Biografi
Efter sin konstutbildning anslöt han sig i början på 1980-talet till konstnärsgruppen Neo Naturists, som hade startats av konstnären Christine Binnie, där deltagarna levde sina liv nakna och gjorde performanceframträdanden, ofta med kroppsmålning.
Perrys keramik är ofta klassiska i formen, dekorerade med starka färger och med obehagliga bilder från det moderna livets vardag. I hans verk finns självbiografiska element, där bland annat hans alter ego Claire upptäder.
Under en tid delade han bostad med Stephen Jones och musikern Boy George, och de tre konkurrerade om vem som kunde bära den mest uppseendeväckande utstyrseln på Blitz, då en New Romantic nightclub i Covent Garden, London.
Han bor nu i London med sin hustru, författaren och psykoterapeuten Philippa Perry, och deras dotter Florence, född 1992. 
År 2003 blev han tilldelad Turnerpriset. År 2015 blev han utsedd att efterträda Kwame Kwei-Armah på University of the Arts London. År 2021 blev han tilldelad Erasmuspriset.